# Tio trosartiklarna
De tio trosartiklarna är de grundläggande lärosatserna i Nyapostoliska kyrkans lära. Det är Den nyapostoliska trosbekännelsen.